# Louis Michel (homme politique)
 (février 2021).
La mise en forme du texte ne suit pas les recommandations de Wikipédia : il faut le « wikifier ».
Les points d'amélioration suivants sont les cas les plus fréquents. Le détail des points à revoir est peut-être précisé sur la page de discussion.
- Les titres sont pré-formatés par le logiciel. Ils ne sont ni en capitales, ni en gras.
- Le texte ne doit pas être écrit en capitales (les noms de famille non plus), ni en gras, ni en italique, ni en « petit »…
- Le gras n'est utilisé que pour surligner le titre de l'article dans l'introduction, une seule fois.
- L'italique est rarement utilisé : mots en langue étrangère, titres d'œuvres, noms de bateaux, etc.
- Les citations ne sont pas en italique mais en corps de texte normal. Elles sont entourées par des guillemets français : « et ».
- Les listes à puces sont à éviter, des paragraphes rédigés étant largement préférés. Les tableaux sont à réserver à la présentation de données structurées (résultats, etc.).
- Les appels de note de bas de page (petits chiffres en exposant, introduits par l'outil «  Source ») sont à placer entre la fin de phrase et le point final[comme ça].
- Les liens internes (vers d'autres articles de Wikipédia) sont à choisir avec parcimonie. Créez des liens vers des articles approfondissant le sujet. Les termes génériques sans rapport avec le sujet sont à éviter, ainsi que les répétitions de liens vers un même terme.
- Les liens externes sont à placer uniquement dans une section « Liens externes », à la fin de l'article. Ces liens sont à choisir avec parcimonie suivant les règles définies. Si un lien sert de source à l'article, son insertion dans le texte est à faire par les notes de bas de page.
- La présentation des références doit suivre les conventions bibliographiques. Il est recommandé d'utiliser les modèles {{Ouvrage}}, {{Chapitre}}, {{Article}}, {{Lien web}} et/ou {{Bibliographie}}. Le mode d'édition visuel peut mettre en forme automatiquement les références.
- Insérer une infobox (cadre d'informations à droite) n'est pas obligatoire pour parachever la mise en page.

Pour une aide détaillée, merci de consulter Aide:Wikification.
Si vous pensez que ces points ont été résolus, vous pouvez retirer ce bandeau et améliorer la mise en forme d'un autre article.
Pour les articles homonymes, voir Louis Michel et Michel.
Louis Michel (/lwi miʃɛl/) est un homme politique belge francophone membre du Mouvement réformateur (MR), né le 2 septembre 1947 à Tirlemont (province de Brabant). Il est ministre des Affaires étrangères entre 1999 et 2004, puis commissaire européen jusqu'en 2009.
Membre du Parti réformateur libéral (PRL) dont il fut à 2 reprises Président (1982-1990 puis 1995-1999), il est élu en 1978 à la Chambre des représentants. Six ans plus tard, il devient bourgmestre de la commune de Jodoigne, dans le Brabant wallon. Il conserve cette fonction jusqu'en 2004.
À la suite des élections fédérales de 1999, au cours desquelles il rejoint le Sénat, il est désigné vice-Premier ministre et ministre fédéral des Affaires étrangères dans le gouvernement arc-en-ciel de Guy Verhofstadt. Il est reconduit dans ces fonctions en 2003.
Il quitte le pouvoir belge en juillet 2004, lorsqu'il intègre la Commission européenne en qualité de commissaire à la Recherche. Quelques mois plus tard, il se voit confier les responsabilités de commissaire européen au Développement et à l'Aide humanitaire. De 2009 à 2019, il siège au Parlement européen.
Ses deux fils, Charles (né en 1975) et Mathieu (né en 1979), sont également actifs en politique. L'aîné fut président du Conseil européen après avoir été Premier ministre. Le cadet est actuellement secrétaire d'État à la Digitalisation.

## Biographie
Louis Michel est le fils d'un maçon. Louis Michel, régent en langues germaniques, a enseigné la littérature anglaise, allemande et néerlandaise à Jodoigne du 1er octobre 1968 au 4 janvier 1978.

### Début en politique
Parallèlement à ses fonctions de professeur, il préside, de 1967 à 1977, les Jeunes libéraux dans le district de Nivelles. Il quitte ce poste lorsqu'il prend ses fonctions d'Echevin à Jodoigne du 1er janvier 1977 au 31 décembre 1982. Le 1er janvier 1983, Louis Michel devient bourgmestre de Jodoigne. Empêché lors de son entrée au gouvernement le 12 juillet 1999, il est toutefois réélu en 2000 et conservera ses fonctions de bourgmestre jusqu'en 2004, lorsque son mandat européen l'obligera à les quitter.
Parallèlement, il occupe le poste de secrétaire général du Parti réformateur libéral (PRL) de 1980 à 1982. Il occupe un premier mandat à la présidence du parti entre 1982 à 1990 à la suite de l'arrivée des libéraux au gouvernement fédéral et le départ de Jean Gol vers ce dernier. Il reprend à nouveau la présidence du parti de 1995 à 1999 à la suite du décès subit de Jean Gol. Lors de cette nouvelle présidence, Louis Michel approfondit les relations avec le Front démocratique des francophones et tente de sortir les libéraux de l'isolement politique dans lequel ils se trouvent depuis 1988. L'opération aboutit au lendemain du scrutin de 1999. Les libéraux forment le gouvernement avec les socialistes et les partis écologistes.

### Élections au Parlement fédéral belge
Louis Michel est élu au Parlement fédéral belge de 1978 à 2004.

#### Député fédéral
Député entre 1978 à 1999.

#### Sénateur
Élu sénateur en 1999, réélu en 2003, il cède son siège pour un portefeuille ministériel.

### Ministre fédéral
À la suite des élections législatives de 1999, Louis Michel est nommé informateur par le roi Albert II. Au terme d'une semaine de consultations, il suggère au souverain une coalition arc-en-ciel entre le VLD, le PRL-FDF-MCC, le PS, le SP, Ecolo et Groen. Lors de la campagne électorale, il avait exprimé le souhait d'être ministre de l'Intérieur pour accomplir l'ambitieuse réforme des polices, mais il devient ministre des Affaires étrangères et vice-Premier ministre dans deux gouvernements successifs dirigés par Guy Verhofstadt, de 1999 jusqu'en juillet 2004.
En juillet 2001, Louis Michel prend la présidence du Conseil de l'Union européenne pour six mois dans le cadre de la présidence belge de 2001. En août 2001, il a joué un rôle important dans l'adoption des accords d'Arusha, au nom de l'Union européenne, alors qu'il exerçait la présidence du Conseil. En septembre 2001, il a notamment participé à la conférence mondiale de Durban contre le racisme, la discrimination raciale, la xénophobie et l'intolérance.
Louis Michel a déclaré, le 5 février 2002, en présence de François Lumumba (fils aîné de Patrice Lumumba), que « certains membres du gouvernement et certains acteurs belges [en 1961] portent une part irréfutable de responsabilité dans les évènements ayant conduit à la mort de Patrice Lumumba » et a présenté les excuses et regrets de la Belgique. Cette déclaration fait suite au rapport de la commission Lumumba, créée en 2000 par la Chambre des représentants belge, reconnaissant la responsabilité morale de l’État belge dans l'assassinat de l'ancien Premier ministre congolais,
Louis Michel a contribué à mettre sur pied un processus de paix en république démocratique du Congo qui a finalement mis fin à la deuxième guerre du Congo en juin 2003 en instaurant un gouvernement de transition (2003-2006).
Jusqu'en 2004, il fut l'un des 105 membres de la Convention sur l'avenir de l'Europe chargée de rédiger le traité établissant une Constitution pour l'Europe, représentant le gouvernement belge.

### Commissaire européen

#### Commissaire à la recherche
Dans un premier temps, il remplace le socialiste belge francophone Philippe Busquin dans la commission Prodi. Busquin commissaire à la Recherche sortant est, en effet, élu député européen en juin 2004.

#### Commissaire à la coopération internationale, à l'aide humanitaire et à la réaction aux crises
En juillet 2004, le gouvernement belge l'a désigné candidat au poste de commissaire européen au sein de la Commission européenne présidée par José Manuel Durão Barroso. En novembre 2004, il devient commissaire chargé du développement et de l'aide humanitaire de la Commission Barroso I. Son mandat est marqué par le « Consensus européen pour le développement », adopté à la fois par la Commission, le Parlement et le Conseil, définissant les principes fondamentaux et les lignes directrices communes permettant une meilleure cohérence et coordination entre l'Union et ses États membres dans la mise en œuvre de leurs politiques de développement.
De juillet 2005 à juillet 2008, il fut membre du Conseil consultatif de la Commission pour la démarginalisation des pauvres par le droit, créée par le programme des Nations unies pour le développement.
Le 6 mars 2006, à la veille d'une visite de deux jours à Cuba, il se réjouit des possibilités de mise en œuvre d'un dialogue politique avec l'île dans le but de normaliser les relations.
À partir d'avril 2006, Louis Michel a participé, à la demande de Kofi Annan, au groupe de haut niveau sur la cohérence du système des Nations unies, chargé de réfléchir à la réforme de l'organisation. Les travaux du panel ont pris fin le 9 novembre 2006 par la publication du rapport « Delivering as One ».
En août 2006, il signe un protocole d'accord afin de renforcer la concertation, la coopération et la coordination entre la Commission européenne et l'OIF.
Louis Michel a sollicité un congé du 12 mai au 10 juin 2007 à l’Union européenne pour mener campagne à l’approche des législatives du 10 juin 2007, ce qui n'a pas été sans provoquer des remous au sein de la Commission et du Parlement européen. Il a obtenu 232 328 voix, soit le score le plus élevé dans le collège électoral francophone du Sénat.
Lors de la crise politique de l'été 2007, Louis Michel a fait partie des Ministres d'État consultés officiellement par le roi Albert II au château du Belvédère.
Le 28 novembre 2007, il rencontre le secrétaire général de la Francophonie Abdou Diouf pour discuter de la collaboration entre l'Union européenne et de l'Organisation internationale de la francophonie. Cet entretien a notamment permis l'échange d'informations sur les situations politiques de pays membres de l'OIF.
Le 10 août 2008, il annonce que l'Union européenne a débloqué un million d'euros pour venir en aide à la population civile victime du conflit armé entre la Russie et la Géorgie.

### Député européen

#### 7elégislature

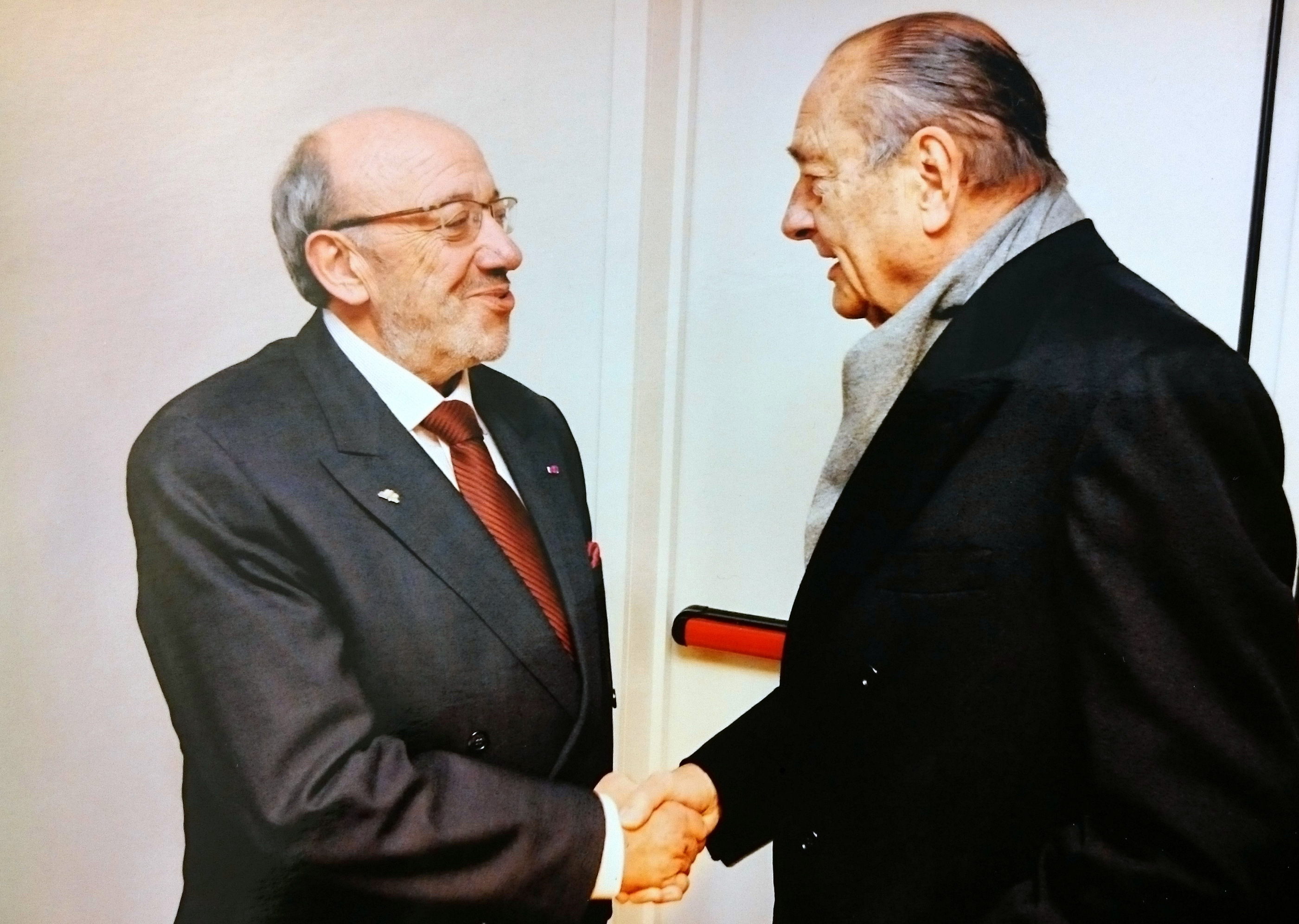
Louis Michel rencontrant Jacques Chirac en 2010.

Il est élu député européen le 7 juin 2009 et prend ses fonctions de député le 14 juillet 2009. Il devient aussi coprésident de l’Assemblée parlementaire paritaire, laquelle conseille l’orientation des politiques de coopération entre l’Union européenne et ses partenaires des pays d’Afrique, des Caraïbes et du Pacifique.
En décembre 2009, il brigue le poste de président l'Assemblée générale de l'ONU. Bien qu'il soit vu comme favori, il n'est pas élu et l'élection profite au candidat suisse Joseph Deiss. Louis Michel dénoncera un manque d'« unicité », avant de reprendre le mot en le remplaçant par « unité », et réagira en déplorant que l'Europe n'ait pas choisi un candidat faisant partie d'un pays qui partage davantage les valeurs européennes. Il ne s'est pas dit déçu.
En 2011, lors de la première guerre civile libyenne, il s'exprime en faveur d'une intervention internationale en Libye pour remédier à la crise humanitaire, à la condition que celle-ci ne soit pas mal perçue par la population et soulignant que la guerre civile libyenne n'était pas « portée par le fondamentalisme mais fondée sur des valeurs de liberté et de démocratie ».
En mars 2013, Louis Michel devient l'envoyé spécial du secrétaire général de la Francophonie en République centrafricaine, alors Abdou Diouf, pour faciliter la mise en œuvre des accords de Libreville dans le pays. La Francophonie doit, en effet, participer à la mise en œuvre de ces accords.

#### 8elégislature

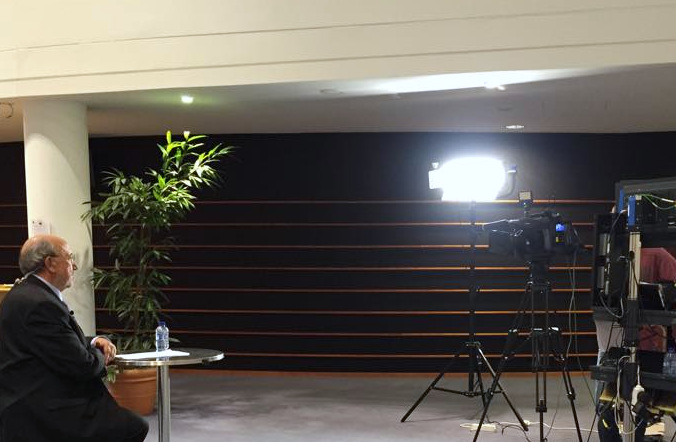
Louis Michel lors d'une interview pour TV5 Monde le 20 avril 2015.

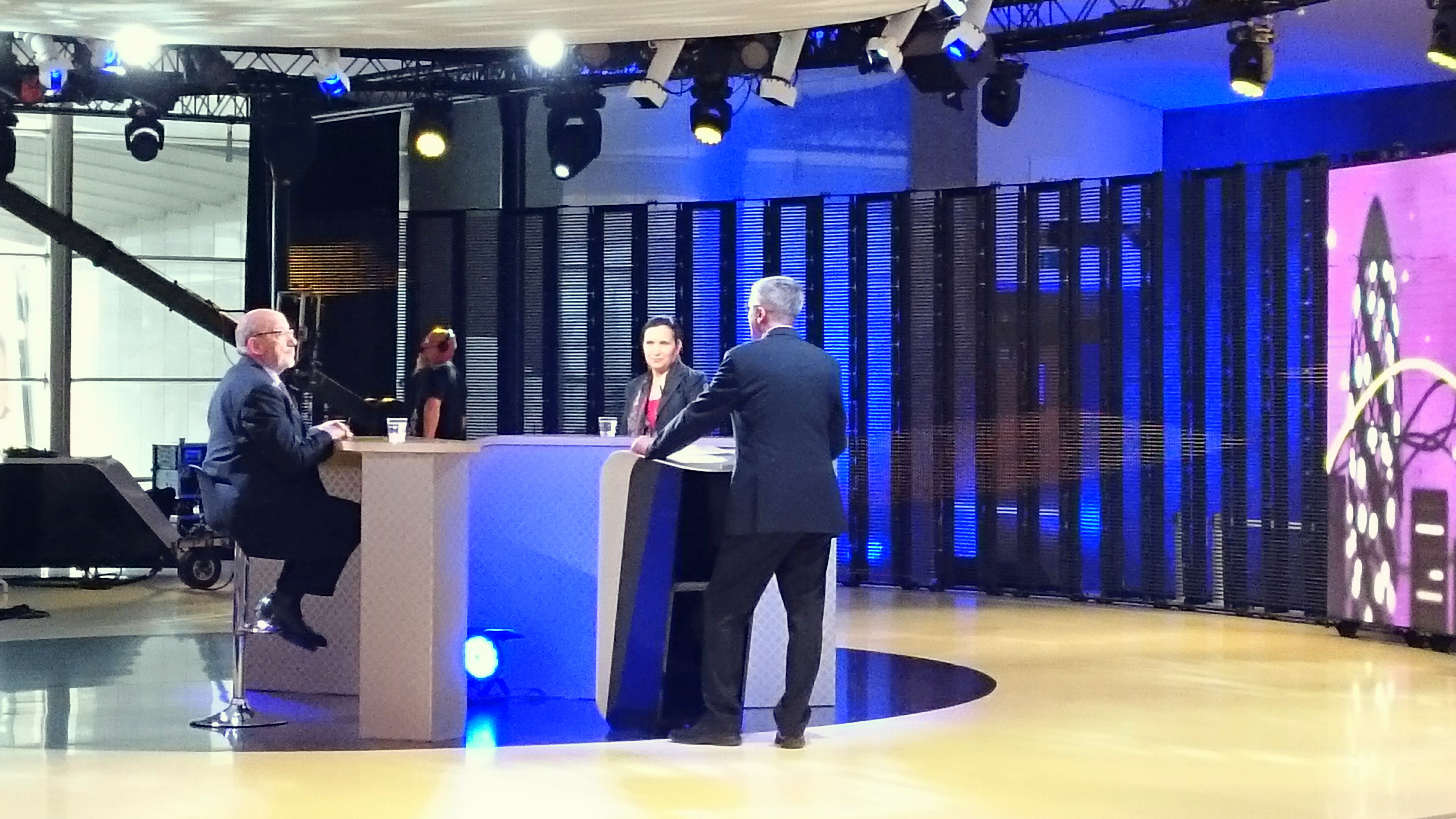
Louis Michel sur le plateau de l'émission Le Bar de l'Europe, le 17 mai 2015.

Louis Michel est réélu au Parlement européen le 25 mai 2014. Il conserve alors sa fonction de coprésident de l’Assemblée parlementaire paritaire.
Lors de la 27e session inaugurale de l'Assemblée parlementaire paritaire, Louis Michel soutient l'envoi d'une aide humanitaire en République centrafricaine, rappelant que la tâche du gouvernement mené par Catherine Samba-Panza serait longue et difficile. En septembre 2014, il se rend d'ailleurs à New York, en marge de la cérémonie d'ouverture de la 69e session de l'Assemblée générale des Nations unies, où il prendra parole devant la formation RCA de la commission de consolidation de la paix.
Lors de la session inaugurale de la 28e session de l'Assemblée parlementaire paritaire du 1er décembre 2014, il a déclaré que l'Afrique est « le continent de l'avenir ». Il souligne alors la richesse de l'Afrique en terres arables, en matières premières ainsi que sa culture et la jeunesse de sa population. Lors de ce même discours, il ajoute qu'il faut empêcher le développement des zones de non-droit notamment en donnant aux autorités africaines les moyens de lutter contre le terrorisme. Enfin, il conclut que les guerres et massacres doivent prendre fin et mener à un processus de réconciliation. En cela, il salue le rôle de la Cour pénale internationale.
En mars 2015, face à la dégradation de la situation en Libye, Louis Michel considère, dans une interview au journal Yambola, que seule une solution internationale — impliquant l'Union européenne, l'Union africaine et les Nations unies — peut apporter une solution à la crise en Libye.
En avril 2015, Louis Michel a soutenu l’adoption d'une législation contraignante par l’Union européenne visant à imposer aux entreprises d'assurer la traçabilité des principaux minerais alimentant les groupes armés — l'étain, le tantale, le tungstène et l'or — dans les zones de conflit. Il a ainsi travaillé au renforcement d'une proposition de la Commission européenne qui prévoyait, à l'origine, une auto-certification de ces entreprises sur une base volontaire (rendue depuis obligatoire). Souhaitant assurer une obligation de contrôle sur toute la chaine, il considère que « l’honnêteté intellectuelle […] oblige à certain nombre de remarques et d'effets collatéraux qui portent sur la compétitivité des entreprises ». Il ajoute être, pour sa part, « prêt à […] assumer » ces risques.
Le 10 juin 2015, à l'occasion de la session plénière du Parlement européen, Louis Michel appelle l'Union européenne à ne pas fermer les yeux face à ce qu'il qualifie de « troubles, [de] chaos et [de] massacres ». Il dénonce la destruction des radios et télévisions indépendantes par la police afin de faire taire l'opposition, le réveil des Imbonerakure, l'exil forcé des journalistes et le manque d'avancée dans l'enquête sur l'assassinat de l'opposant Zedi Feruzi. Il déplore notamment le réveil progressif des justifications ethniques,,. Au sujet de la volonté de Pierre Nkurunziza de se présenter à un troisième mandat, il déclare que ce serait contraire aux accords d'Arusha. En cela, il demande à l'Union européenne de ne pas reconnaître les élections organisées de manière illégale. Il ajoute qu'il faut exiger la fin de la répression des opposants et rouvrir les médias indépendants afin de permettre le retour des chefs de l'opposition. Il demande le gel des comptes bancaires des responsables de la répression contre les manifestants,.

## Prises de position

### Afrique

#### Nigeria
Il estime qu'il est impossible de régler la question de Boko Haram par la négociation et estime que la question n'est pas seulement nigériane mais internationale. Il estime que l'ensemble de la communauté internationale doit agir, et en premier lieu l'Union africaine qui devrait créer une force militaire. Au niveau européen, il estime inacceptable que la France soit le seul État à agir[source insuffisante].

#### République démocratique du Congo
Il prône l'ouverture d'un dialogue afin que les acteurs du pays puissent se réunir dans le but d'organiser des élections crédibles[source insuffisante].

#### Togo
Louis Michel soutient la politique de Faure Gnassingbé qui a, selon lui, mené les réformes nécessaires afin de permettre le développement du Togo.
Lors des élections présidentielles, il critique les divisions de l'opposition alors que le pays dispose d'un scrutin à un tour[source insuffisante].

#### Union africaine
Il reconnaît les avancées de l'Union africaine en matière des droits de l'homme mais regrette qu'elle soit absente des débats lorsque des problèmes surviennent au sein de ses États membres[source insuffisante].

### Europe

#### Hongrie
Louis Michel est critique de la politique de Viktor Orbán qui a instauré une « tyrannie majoritaire » (changement de la Constitution, atteinte à l'indépendance de la justice, de l’armée, des médias…),. Pour contrer ces dérives, il propose la création du « mécanisme de Copenhague » qui permettrait à « un groupe de sage, pas des politiques », d'évaluer la manière dont la Charte des droits fondamentaux est appliquée par les États membres de l'Union[source insuffisante].

#### Russie
Il refuse toute critique directe de Vladimir Poutine et considère que, à la fin de l'URSS, la Russie n'aurait pas dû être mise à l'écart et aurait dû faire l'objet d'un partenariat stratégique avec l'Union. Les relations UE-Russie sont, selon lui, capitales[source insuffisante].

#### Ukraine
Louis Michel adopte une position ferme sur la situation en Ukraine.
Ainsi, il considère que la présence russe sur le sol ukrainien doit prendre fin et il trouve inacceptable et contraire au droit international la situation en Crimée.
Il condamne ainsi une guerre hybride menée par la Russie[source insuffisante].
Il estime que s'il y avait eu une Europe de la défense – intégrée à l'OTAN, les Européens auraient pu agir.

### Thématiques

#### TTIP
Il y a deux principaux problèmes concernant le TTIP : la protection de la vie privée et l'accès aux marchés publics américains pour les entreprises européennes[source insuffisante].

#### Armée européenne
Plusieurs fois, Louis Michel a appelé à la mise en place d'une capacité militaire de l’Union européenne. En effet, il déclare : « si on disposait aujourd'hui d'une armée de 100 000 hommes à déployer sur le théâtre des conflits, on aurait des solutions et je suis intimement convaincu que nous aurions un rôle de dissuasion »[source insuffisante].
Il salue ainsi le président François Hollande – bien qu'il précise ne pas être « en phase intellectuelle et politique avec lui » – et sa décision de déployer des militaires français au Mali et en République centrafricaine et regrette le manque d'engagement de l'Union européenne sur ce point[source insuffisante].

#### Énergie
Louis Michel est en faveur d'une Union de l'énergie[source insuffisante].

#### Migration
Le 25 janvier 2016, dans le cadre de la crise migratoire en Europe, Louis Michel se dit « honteux d'avoir assisté à un simulacre de débat » au sujet de la nouvelle législation danoise exigeant le retrait des biens des demandeurs d'asile lors de leur entrée au Danemark. Il estime que cette législation est en « contradiction flagrante avec les traités et les valeurs européennes ». Au cours de cette intervention, pris de colère, Louis Michel a une altercation avec la présidente de séance de la commission des libertés publiques laquelle menace de demander son expulsion pour avoir interrompu la commission[source insuffisante].
Louis Michel s'est exprimé au sujet des embarcations vétustes traversant la Méditerranée avec plusieurs centaines de clandestins à leurs bords et au danger pour la vie humaine que celles-ci représentaient. Il critique fortement les pays d'origine et leurs gouvernements, rappelant que ceux-ci ont d'importantes richesses naturelles mais que celles-ci ne profitent qu'à quelques-uns. Sa critique se porte aussi sur l’Europe qui, selon lui, ne fait pas assez « pour lutter contre ceux qui marchandent la vie des gens »[source insuffisante]. Enfin, il regrette que l'Union européenne le manque d'investissement de l'Union européenne qui n'a pas correctement pris le relais de l'opération italienne Mare Nostrum avec l'opération Triton[source insuffisante].
Il s'inquiète également de la « migration circulaire inter-africaine » — concernant près de 25 millions de personnes — et créant de l'instabilité en Afrique[source insuffisante].

#### OTAN
Il considère que l’OTAN est le bras armé de l’Europe et que la défense européenne doit être développée afin de devenir le volet européen de l’OTAN.[réf. nécessaire]

#### Peine de mort
Louis Michel s'est déclaré pour l’abolition de la peine de mort, qu'il qualifie de « honte pour l'humanité » et de « négation de l'humanité »[source insuffisante]. Il considère notamment que l’application de la peine de mort contre des personnes accusées de terrorisme contribue à en faire des héros et des martyrs, entretenant ainsi les violences[source insuffisante]. De même, l’exécution du dirigeant irakien Saddam Hussein relève de la barbarie et a favorisé la reprise d'un cycle de violence en Irak[source insuffisante].

## Conviction
Il fait partie de la franc-maçonnerie belge.

## Controverses
En 2013, M. Michel a été accusé d'avoir présenté 229 amendements à un projet de loi de l'UE sur la protection des données, dont 158 étaient fortement hostiles à la protection de la vie privée. Il a d'abord nié, puis il a soutenu que c'était son assistant qui l'avait fait. L'assistant a démissionné.

## Publications
- Horizons, l'axe du bien : la volonté d’impliquer le citoyen dans la politique internationale  (préf. Kofi Annan et Guy Verhofstadt), Bruxelles, Luc Pire, 2004
- Les nouveaux enjeux de la politique étrangère belge, Larcier, 16 octobre 2003
- L’Europe, je veux savoir : 110 questions simples sur le grand univers européen, Luc Pire, 2004
- 100 raisons d'aimer l’Europe
- Jean Rey, une conscience, Centre Jean Gol, 2009
- Contre le racisme, j'agis. La Conférence mondiale contre le racisme, la discrimination raciale, la xénophobie et l'intolérance qui y est associée, 2002
- Les nouveaux enjeux de la politique étrangère belge, Larcier, 2003
- Lettre aux citoyens de mon pays, 1999

## Honneurs

### Nationaux
- 1995 : ministre d'État
- 2014 :  Grand-croix de l'ordre de Léopold II[38]
- commandeur de l'ordre de Léopold
- médaille civique 1re classe

### Étrangers
- Chevalier grand-croix de l'ordre du Mérite de la République italienne‎ (Italie),
- Grand-croix de l’ordre pro Merito Melitensi
- Grand-croix de l’ordre souverain de Malte (2010)[39],
- Grand-croix de l'ordre royal de l'Étoile polaire (Suède),
- Grand-croix de l'ordre de l'Infant Dom Henri (Portugal),
- Grand-croix de l'ordre d'Orange-Nassau (Pays-Bas),
- Grand-croix de l'ordre d'Isabelle la Catholique (Espagne),
- Grand-croix de l'ordre royal de Dannebrog (Danemark),
- Ordre de l'Honneur (Russie)
- Grand officier de l’ordre de l'Étoile de Roumanie,
- Grand officier de l’ordre de la Pléiade (OIF),
- Grand officier de la Légion d'honneur (France),
- membre de l’ordre Duarte Sanchez y Mella (République dominicaine)[40],
- Commandeur de l'ordre national du Mali[41]
- 1re classe de l’ordre de Stara Planina (Bulgarie)[2].

### Autres
- docteur honoris causa de l'université d'Antananarivo (Madagascar)[42]
- docteur honoris causa de la faculté des sciences agronomiques de Gembloux (Belgique)[43].
- membre du comité d'honneur de la Fondation Chirac[44],
- membre du Comité d'honneur du musée de la Médecine Thierry Appelboom d'Anvers.
- 2009, l’African Time for Peace Prize/African Peace Prize pour son travail dans le domaine de la promotion de la paix en Afrique[45].
- Citoyen d'honneur de Liège (2012)[46]